# Angewandte Chemie
Angewandte Chemie (abrégé en Angew. Chem. Int. Ed. pour l'édition internationale) est une revue scientifique à comité de lecture publiée depuis 1887. Le titre signifie en allemand « chimie appliquée », mais les articles présentés sous forme de communications abordent désormais tous les domaines de la chimie.
L'actuel directeur de publication est Neville Compton depuis 2017.

## Histoire
En 1887, Ferdinand Fischer débute la publication du Zeitschrift für die Chemische Industrie  (ISSN 0932-1934). En 1888, le titre est changé pour Zeitschrift für Angewandte Chemie  (ISSN 0932-1969) jusqu'en 1941 où il devient Die Chemie  (ISSN 0932-2159). Le journal cesse de paraître d'avril 1945 à décembre 1946 et reprend sa publication en 1947 sous son titre actuel.
En 1962, la version en anglais est lancée sous le titre Angewandte Chemie International Edition in English (les termes in English étant supprimés en 1998).
Au cours de son histoire, plusieurs autres journaux ont été réunis à Angewandte Chemie :
- Chemische Technik/Chemische Apparatur en 1947
- Zeitschrift für Chemie (Z. Chem.), 1961-1990  (ISSN 0044-2402)[5]